# حزب کمونیست کلمبیا
حزب کمونیست کلمبیا (به اسپانیایی: Partido Comunista Colombiano) یا PCC یک حزب کمونیست رسمی و قانونی در کشور کلمبیا است. این حزب در سال ۱۹۳۰ به عنوان حزب کمونیست کلمبیا تأسیس شد، که در آن زمان بخش کلمبیای کمینترن بود و در سال ۱۹۹۱ نام خود را تغییر داد. این حزب در حال حاضر به رهبری خائیم کایسدو و هفته نامه ای به نام Voz منتشر می‌کند.
نیروهای مسلح انقلابی کلمبیا (FARC) در سال ۱۹۶۴ به عنوان شاخه مسلح PCC تأسیس شد، اما این دو سازمان در سال ۱۹۹۳ از هم جدا شدند.

## تاریخچه
در اواسط دهه ۱۹۶۰، وزارت امور خارجه ایالات متحده عضویت این حزب را در حدود ۱۳۰۰۰شصچ نفر تخمین زد.
شناخته شده بود که سه عضو PCC تحت آموزش وزارت امنیت دولتی آلمان شرقی (MfS) بودند. این دوره‌ها، توسط "گروه ویژه وزیر، مسائل ویژه مسئولیت" ("Arbeitsgruppe des Ministres, Aufgabenbereich Sonderfragen" - AGM / S) ارائه می‌شود و علاوه بر این با همراهی افسران KGB، طیف گسترده‌ای از نفوذ شبه نظامی و تکنیک‌های خرابکاری را شامل می‌شود، اما جزئیات اضافی مشخص نیست
PCC عضو بنیانگذار ائتلاف حزب جبهه اجتماعی و سیاسی (FSP) بود که بعداً به اتحاد قطب دموکراتیک جایگزین (PDA) پیوست. PCC در اوت ۲۰۱۲ به دلیل وابستگی به Patriotic March از PDA اخراج شد، اتحاد سیاسی دیگری.

### رابطه با FARC

#### سال‌های اولیه
در طی و پس از جنگ داخلی La Violencia که از اواخر دهه ۱۹۴۰ تا اواسط دهه ۱۹۵۰ در کلمبیا آغاز شد، کمونیست‌ها ارتباطات ارگانیک خود را با چندین چریک لیبرال و نیروهای روستایی نامنظم برقرار کردند، که بیشتر آنها به‌طور رسمی به حزب لیبرال رسمی کلمبیا وابسته بودند و سرانجام از بین رفتند. تا پایان آن دوره آن گروه‌هایی که ارتباط مستقیم تری با PCC داشتند، بیشتر از همه دست نخورده و سلاح‌ها و ساختارهای سازمانی خود را حفظ نمی‌کردند. در سال ۱۹۴۷، یک حزب کارگر کمونیست کوتاه مدت توسط اعضای سابق PCC تشکیل شد.
بعداً، در سال ۱۹۶۴، بخشی از این چریک‌ها به نیروهای مسلح انقلابی کلمبیا (FARC-EP) تبدیل می‌شوند، که در ابتدا به عنوان بال رسمی مسلح حزب کمونیست در نظر گرفته می‌شد. رهبری PCC بیشتر در طی دهه‌های ۱۹۶۰ و ۱۹۷۰ در شهرها فعالیت می‌کرد، اما از عملیات FARC پشتیبانی می‌کرد، و مرتباً همبستگی‌ها و همایش‌های اهدائی را برای اعضا و واحدهای FARC برگزار می‌کرد، و همچنین گاهی اوقات اشکال دیگر (وسایل، تجهیزات، اطلاعات، کادرهای سیاسی یا ادبیات ایدئولوژیک).
PCC عملیات چریک‌ها را به عنوان م armedلفه مسلحانه مبارزه با سرمایه‌داری و امپریالیسم در کلمبیا توجیه کرد، در عین حال به شرکت مستقل در فعالیت‌های قانونی قانونی انتخابات ادامه داد. در نظر گرفته شد که هر دو فعالیت در داخل به اصطلاح «ترکیبی از همه اشکال مبارزه» جایگاه خاص خود را دارند، مفهومی که اغلب توسط PCC و FARC استفاده می‌شود.

#### از هم دور شدن
به تدریج PCC و FARC-EP به ویژه در اواخر دهه ۱۹۸۰ از نظر سیاسی از هم جدا شدند. هر دو سازمان سهم خود را از بحث‌های داخلی داشتند، به عنوان مثال اینکه کدام یک از نفوذ و کنترل بیشتری بر Unión Patriótica (در پایان PCC برتری FARC را از این نظر پذیرفت) در حین تشکیل آن، و بعداً در مورد مسئله ادامه در انتخابات شرکت کرد زیرا حزب UP دچار سرکوب خشونت‌آمیز شد (FARC شروع به جدا شدن از فعالیت‌های قانونی UP از سال ۱۹۸۷ کرد)
اختلافات دیگر می‌تواند این باشد که PCC احتمالاً تمایل داشته‌است تغییراتی را که در خط رسمی اتحاد جماهیر شوروی در طول جنگ سرد ایجاد شده دنبال می‌کند، که FARC-EP آنها را کاملاً لازم‌الاجرا نمی‌داند. پس از سقوط دیوار برلین، سردرگمی میان دو طرف بیشتر شد. اصل «ترکیبی از همه اشکال مبارزه» نیز در آن زمان توسط برخی از اعضای PCC و رهبری UP زیر سؤال رفت. PCC رسماً با FARC در سال ۱۹۹۳ قطع رابطه کرد.
در نتیجه، یک حزب جداگانه کمونیست مخفی کلمبیایی کلمبیا در سال ۲۰۰۰ رسماً تشکیل شد، گرچه در بیشتر دهه ۱۹۹۰ نوعی ساختار جداگانه حزب داخلی مستقر در FARC عملاً وجود داشته‌است. هر دو سازمان در فعالیتهای خود کاملاً متمایز باقی مانده‌اند، هرچند ممکن است افراد منفرد هر دو طرف به روابط خود در مواردی ادامه دهند.

### آزار و اذیت
در بیشتر تاریخ خود PCC مورد سرکوب و آزار و شکنجه توسط افراد خصوصی، عوامل فعال و بازنشسته دولت و دیگران بوده‌است. از اوایل دهه ۱۹۸۰ تا اواسط دهه 1990 PCC با کشتارها و ترورهای شبه نظامی به شدت ضعیف شد.
یکی از چهره‌های برجسته PCC، آرتورو دیاز گارسیا، در ۲۱ دسامبر ۲۰۰۵ در ضمانت توشه در شهرداری ایباگوئه، تولیما ترور شد. طرفداران دیوید رالو، یکی از اعضای کمیته مرکزی PCC که به جرم برنامه‌ریزی برای قتل یک مقام شهرداری در حال محکومیت ۱۸ ساله است، ادعا می‌کنند که او یک زندانی سیاسی است که به‌طور نامشروع تحت پیگرد قانونی قرار گرفت.
از دهه ۱۹۸۰ تاکنون نزدیک به ۷۰۰۰ مبارز کمونیست کشته شده‌اند.